# La Danse du miroir
La Danse du miroir (titre original : (en) Mirror Dance) est un roman de science-fiction de l'écrivain américain Lois McMaster Bujold, paru en 1994. Il fait partie de la Saga Vorkosigan dont il constitue le douzième volet suivant l'ordre chronologique de l'univers de la Saga Vorkosigan.
Les éditions J'ai lu ont réédité l'ensemble des œuvres de la saga Vorkosigan en intégrale dans des traductions révisées. Le titre français du roman La Danse du miroir n'a pas changé à sa réédition en 2013.

## Résumé
Mark Vorkosigan, le clone de Miles Vorkosigan, usurpe incognito sa place à la tête des mercenaires Dendarii, son armée personnelle, pour mener une opération contre la maison Bharaputra de l'ensemble de Jackson. En effet, ce consortium  mène un trafic considéré comme illégal partout sauf sur l'ensemble de Jackson : ils proposent à de riches clients d'élever un clone, puis d'y transplanter leur cerveau, leur offrant ainsi une nouvelle jeunesse (au prix de la vie du clone). Mark, ayant été « commandé » à la maison Bharaputra par des terroristes voulant remplacer Miles comme partie d'un complot contre l'empire barrayaran, a échappé à ses créateurs et veut désormais sauver ses semblables, les autres clones n'ayant que la mort pour avenir.
Mais l'opération tourne mal. Miles, découvrant qu'une partie de son armée s'est taillée, se lance à la poursuite de Mark, trop tard pour l'arrêter, mais juste à temps pour aggraver les choses : alors qu'il tente de sauver Mark dans une opération de secours, il est lui-même tué par un sniper. Cryogénisé d'urgence, dans des conditions de combat, la cryochambre qui le contient est de plus perdue au cours de l'opération, alors que les lieutenants de Miles parviennent à mener à terme le reste de l'opération de sauvetage. Les vaisseaux Dendarii retournent à Barrayar.
Là, Mark fait à sa grande surprise la connaissance de ses parents biologiques : Aral et Cordelia Vorkosigan, les parents de Miles, son progéniteur. Rongé à l'idée qu'il a lui-même gâché la possibilité de trouver sa place en liant son arrivée à la mort de Miles, il décide de tout faire pour retrouver son frère. Regardant les enregistrements des casques de combat lors de l'opération de secours, il parvient à trouver une piste, et « emprunte » les mercenaires Dendarii les plus loyaux à Miles pour essayer de le récupérer.

## Éditions
- Mirror Dance, Baen Books, 1994
- La Danse du miroir, J'ai lu, Coll. « Science-Fiction », no 4025, 1995, traduction de Paul Benita  (ISBN 2-277-24025-7)
- La Danse du miroir, J'ai lu, Coll. « Science-Fiction », no 4025, 1996, traduction de Paul Benita  (ISBN 2-277-24025-7)
- La Danse du miroir, J'ai lu, Coll. « Science-Fiction », no 4025, 2005, traduction de Paul Benita  (ISBN 2-290-34714-0)
- La Danse du miroir, in recueil La Saga Vorkosigan : Intégrale - 4, J'ai lu, Coll. « Nouveaux Millénaires », 2013, traduction de Paul Benita révisée par Sandy Julien  (ISBN 978-2290029299)